# IC 4901
IC 4901 ist eine Balken-Spiralgalaxie vom Hubble-Typ SBc im Sternbild Pfau am Südsternhimmel. Sie ist schätzungsweise 92 Millionen Lichtjahre von der Milchstraße entfernt und hat einen Durchmesser von etwa 100.000 Lj. 

Das Objekt wurde im August 1901 von DeLisle Stewart entdeckt.